# Bassirou Dembélé
Pour les articles homonymes, voir Dembélé.
Bassirou Dembélé (né le 28 janvier 1990 à Bamako au Mali) est un footballeur malien.

## Biographie
Le 26 juin 2008, après avoir été formé au Djoliba AC, ainsi qu'au Centre Salif Keita, au Mali, le jeune Dembélé rejoint le Paris Saint-Germain pour deux saisons, en signant un contrat stagiaire. Il évoluera avec l'équipe B du PSG dans le but d'achever sa formation, en CFA et aura donc la possibilité de se faire remarquer par l'entraîneur du club parisien, Paul Le Guen.
Lors de la signature du jeune espoir, sur le site officiel du Paris SG, le président du Centre Salif Keita - Sékouba Keïta - décrit ce jeune joueur comme étant un milieu défensif athlétique et vif, s'inscrivant dans la lignée de ses « grands frères » Mahamadou Diarra et Seydou Keïta, eux aussi passés par ce centre.
Dembélé est également le capitaine de l'équipe junior du Mali et est, dans ce pays, considéré comme l'un des plus grands espoir du football malien.
Malheureusement Dembélé n'arrive pas à s'imposer au PSG, à cause notamment de blessures à répétitions. Finalement, libre de tout contrat, Bassirou signe un contrat de deux ans avec le club tchèque du Slavia Prague, fin juin 2010.

## Carrière

### Junior
- 2005-2007 :  Djoliba AC
- 2007-2008 :  Centre Salif Keita
- 2008-2010 :  Paris Saint-Germain

### Professionnel
- 2010-2012 :  SK Slavia Prague
- 2012-  :  Enosis Neon Paralimni